# Spint (inhoudsmaat)

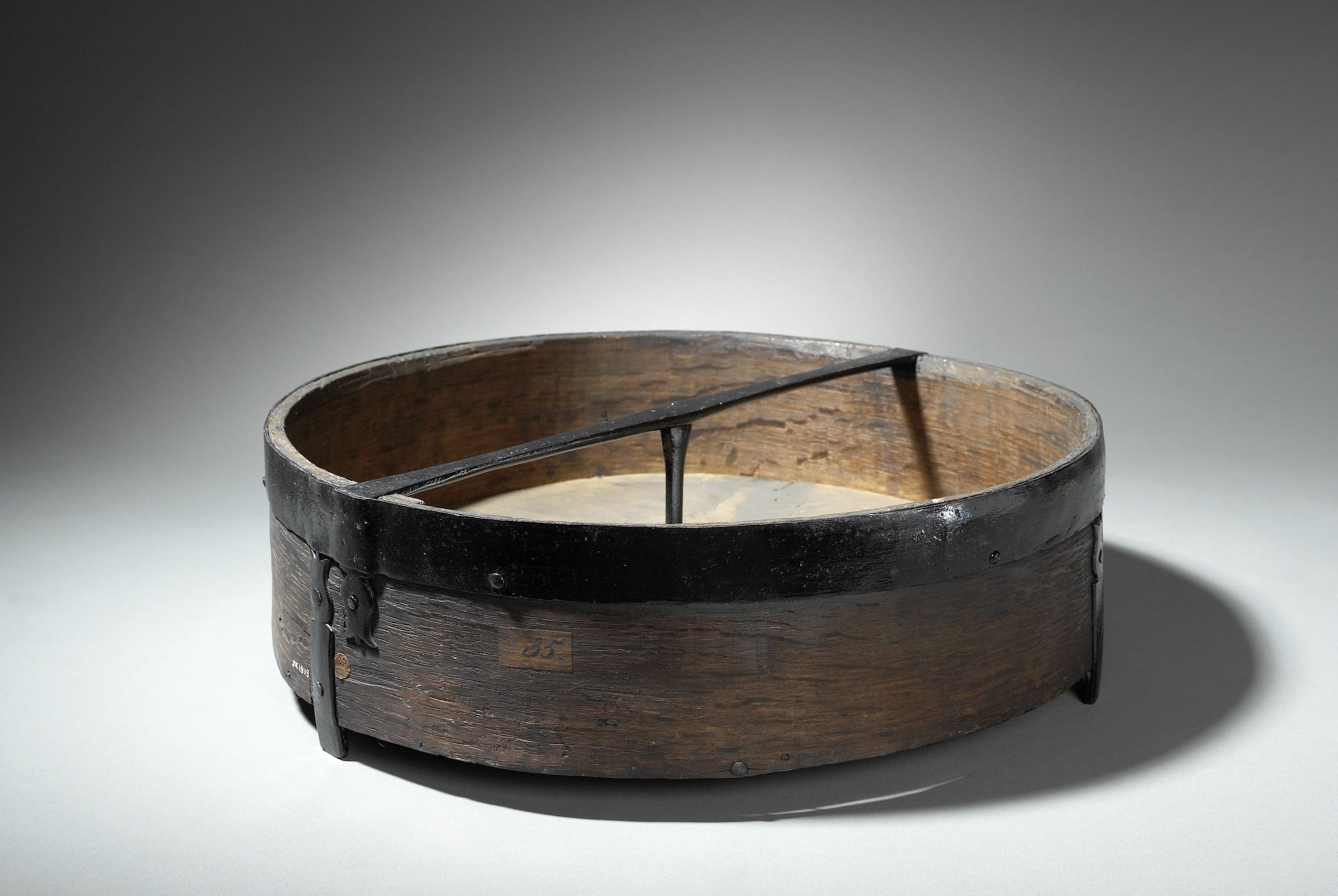
Spint uit Deventer

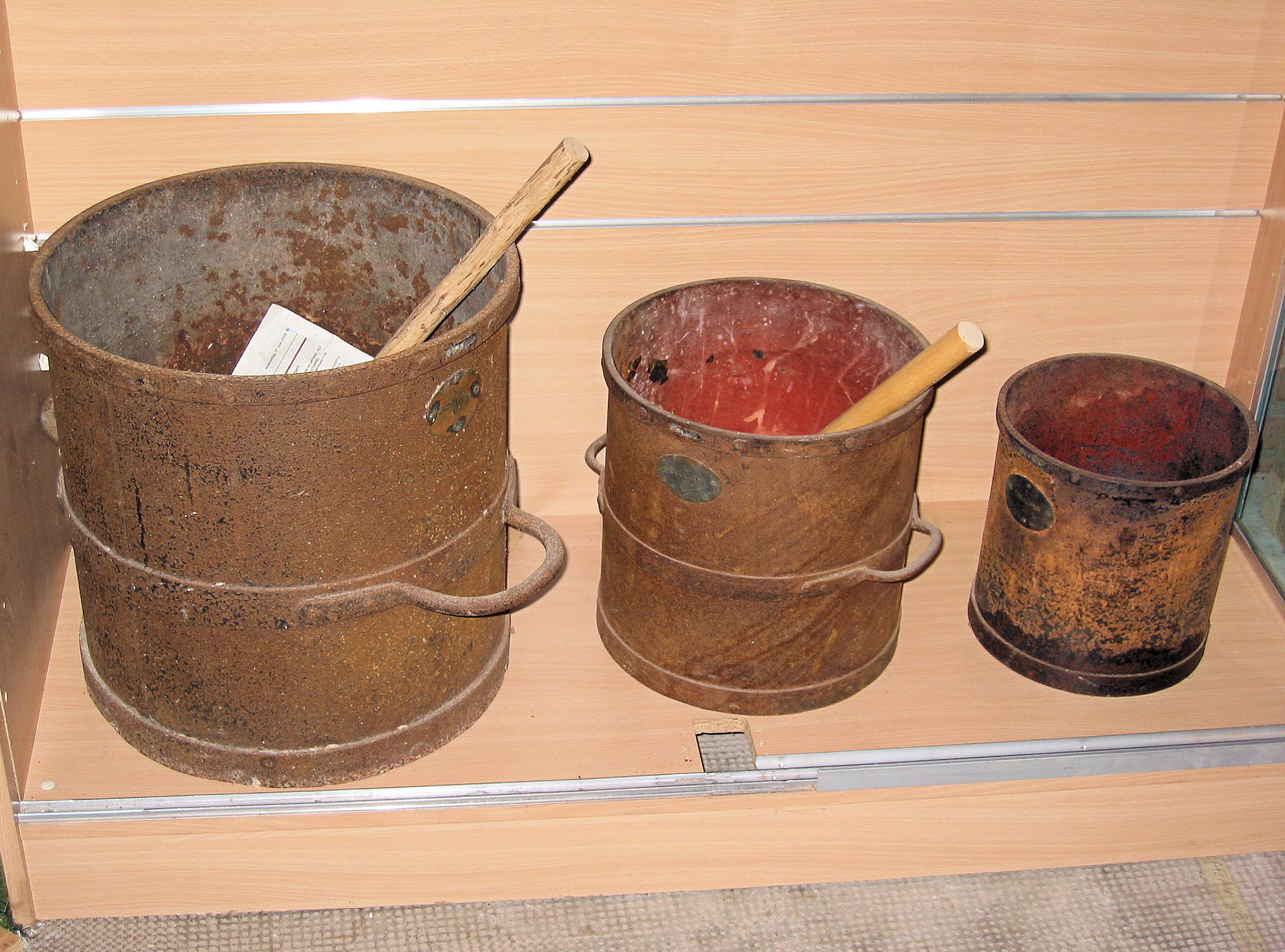
v.l.n.r.: Mud, schepel, kop

Een spint of kop is een oud-Nederlandse eenheid voor het aangeven van de inhoud van droge waren, zoals graan. Vier spint zijn een schepel, maar ook andere inhouden komen voor, zoals 
een Amsterdamse kop, dat overeenkomt met 0,871 liter. Een spint kan overeenkomen met 5 liter, maar in Groningen was deze 5,7 liter.